# Жоффруа, Этьенн Луи
Этьенн Луи Жоффруа (фр. Étienne Louis Geoffroy, 12 октября 1725, Париж — 12 августа 1810, Суассон) — французский энтомолог.

## Биография
Э. Л. Жоффруа был сыном Этьенна Франсуа Жоффруа, декана медицинского факультета университета в Париже и профессора медицины в Коллеж де Франс (Collège de France). Отец его умер рано, когда мальчику было пять лет и Этьенн Луи был воспитан матерью.
После успешного окончания колледжа в Бове, он отправился в Париж изучать медицину в Коллеж де Франс. Здесь он прошёл курс анатомии у известного анатомиста Антуана Феррейна, химии — у Гийома Франсуа Руэля, ботаники — у Бернара де Жюссьё, практической медицины — у Жана Астрюка.
После окончания учёбы, с 1748 года Этьенн Луи Жоффруа занялся медицинской практикой и одновременно проводил исследования в области зоологии. Увлёкся также энтомологией и посвятил себя этому занятию. В 1762 году Жоффруа опубликовал свою работу о насекомых городских районов Парижа, в которых использовал новые критерии классификации: отсутствие или наличие, количество, форму и текстуру их крыльев, а также распределение в соответствии с числом сегментов лапок насекомого.
Являлся последователем биномиального номенклатуры Карла Линнея. Приведенные критерии привлекли внимание самого Линнея, который часто цитировал Жоффруа. В 1767 году Этьенном Луи Жоффруа была опубликована работа о наземных и водных брюхоногих моллюсках, обитающих в окрестностях Парижа.
Его исследования органов слуха у человека, рептилий и рыб (1778) явились важным вкладом в сравнительную анатомию.
Жоффруа был скромным и бескорыстным учёным, который не искал почестей. Так, он отказался от предложения Жан Астрюка, занять место на кафедре медицины в Коллеж де Франс. 24 апреля 1798 г. Этьенн Луи Жоффруа был избран членом-корреспондентом Академии наук Франции.
Э. Л. Жоффруа — один самых известных колеоптерологов, главным направлением научной деятельности которого было изучение жуков (насекомых из отряда жесткокрылых, лат. Coleoptera).
Жоффруа был также автором поэм о гигиене (1771) на латинском языке и «Manuel de médecine pratique» (1800), которую он написал на своей ферме недалеко Суассона, где поселился после ухода на заслуженный отдых.
Э. Л. Жоффруа был избран мэром городка Суассон.

## Избранные труды
- Histoire abrégée des insectes qui se trouvent aux environs de Paris, dans laquelle ces animaux sont rangés suivant un ordre méthodique. Paris (1762)
- Entomologia Parisiensis, sive, Catalogus insectorum quae in agro Parisiensi reperiuntur … (1785) (в соавторстве с Антуаном де Фуркруа
- Raité Sommaire des coquilles tant fluviatiles que terrestre qui se trouvent aux environs de Paris (Paris, 1767)
- Hygeine, sive ars, sanitatem conservandi (Paris, 1771),
- Dissertion sur l’organe de l’ouie 1) de l’homme. 2) des reptiles; 3) des poissons (Amsterdam-Paris, 1778)
- Manuel de médecine a l’usage des chirurgiens et des persones charitables… (Paris, 1800)

## Коллекция
Коллекция, собранная Этьенном Луи Жоффруа в течение жизни, включает в себя большое число типовых экземпляров. В настоящее время она хранится и представляет особую ценность парижского Национального музея естественной истории. В ней представлены экземпляры, датированные 1780 г., которые выделены в особо ценную часть коллекции этого музея.